# Шарков, Вадим Викторович
Вадим Викторович Шарков (20 июля 1987 года, Хабаровск, СССР) — российский ультрамарафонец, двукратный чемпион России по лёгкой атлетике (2014), мастер спорта России международного класса.

## Спортивная карьера
- Член сборной России в суточном беге.

### Чемпионаты мира и Европы

#### 2014
- Участник чемпионата мира по бегу на 100 км — 7:39.15, 40-е место[2].

#### 2015
11—12 апреля 2015 года в составе национальной сборной принял участие в XI Чемпионате мира по суточному бегу и XX Чемпионате Европы по суточному бегу, Турин, Италия. Одновременно с японским ультрамарафонцем Хара Йосикадзу (Hara Yoshikazu) бежали первыми до 12 часов. На это время оба показали результат 147 км и 650 метров. На второй половине суток Шарков травмировал правую ногу, и за вторую половину суток (вторые 12 часов) пробежал 73 км 768 метров. В итоге занял 50 место с результатом 221 км 418 метров.

### Чемпионаты России

#### 2014
- Чемпионат России по бегу на 100 км — 6:56.52[8][9].
- Чемпионат России по суточному бегу — 253,697 км[10][11][12].

### Другие соревнования
- Многократный победитель и призёр первенств ДВФО и Хабаровского края по лёгкой атлетике.
- Бронзовый призёр «Забега в высоту» на один из небоскрёбов Москвы Город Столиц (2013)[13].

### Личные рекорды
- Марафон: 2:31.28, Московский Марафон, 15.09.2013.
- 100 км: 6:56.52, Москва, Россия, 14-15.02.2014.
- 24-часовой бег: 253 км 697 м, Москва, Россия, 09/10.05.2014.
- Рекордсмен Хабаровского края в суточном беге (253,697 км).